# Jiamusi
Jiamusi (佳木斯 ; pinyin : Jiāmùsī) est une ville de la province du Heilongjiang, au nord-est de la Chine.

## Subdivisions administratives

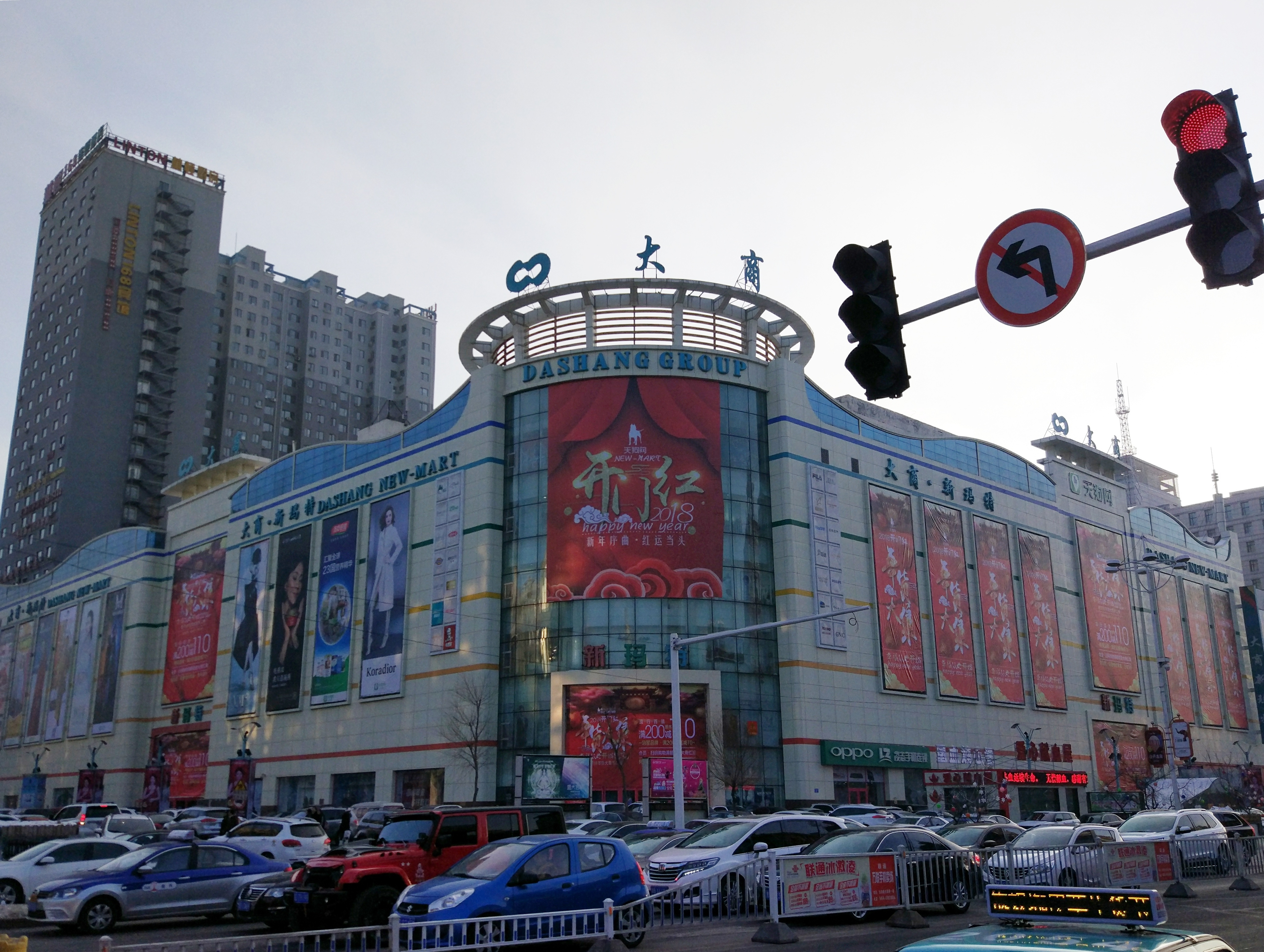
Centre commercial dans le centre de Jiamusi (Qianjin)

La ville-préfecture de Jiamusi exerce sa juridiction sur dix subdivisions - quatre districts, deux villes-districts et quatre xian :
- le district de Qianjin - 前进区 Qiánjìn Qū ;
- le district de Xiangyang - 向阳区 Xiàngyáng Qū ;
- le district de Dongfeng - 东风区 Dōngfēng Qū ;
- le district de Jiao - 郊区 Jiāo Qū ;
- la ville de Tongjiang - 同江市 Tóngjiāng Shì ;
- la ville de Fujin - 富锦市 Fùjǐn Shì ;
- le xian de Huanan - 桦南县 Huànán Xiàn ;
- le xian de Huachuan - 桦川县 Huàchuān Xiàn ;
- le xian de Tangyuan - 汤原县 Tāngyuán Xiàn ;
- le xian de Fuyuan - 抚远县 Fǔyuǎn Xiàn.

## Personnalités liées
- Jia Peng Fang (né en 1958), compositeur chinois